# Saint-Étienne-de-Valoux
Saint-Étienne-de-Valoux – miejscowość i gmina we Francji, w regionie Owernia-Rodan-Alpy, w departamencie Ardèche.
Według danych na rok 1990 gminę zamieszkiwało 200 osób, a gęstość zaludnienia wynosiła 85 osób/km² (wśród 2880 gmin regionu Rodan-Alpy Saint-Étienne-de-Valoux plasuje się na 1427. miejscu pod względem liczby ludności, natomiast pod względem powierzchni na miejscu 1682.).